# 读《资本论》
《读〈资本论〉》（法語：Lire le Capital）是一本关于哲学家卡尔·马克思著作《资本论》的书，于1965年出版。由路易·阿尔都塞、埃蒂安·巴利巴尔、罗杰·埃斯塔布雷、雅克·朗西埃与皮埃尔·马舍莱合著。该书由弗朗索瓦·马斯佩罗在法国首次出版，2008年出版了中译本。

## 概要
阿尔都塞和他的合著者讨论了马克思的《资本论》以及诸如劳动价值理论，辩证唯物主义和历史唯物主义。朗西埃指出，他的贡献建立在阿尔都塞1965年的著作《保卫马克思》之上。

## 出版历史
1965年，弗朗索瓦·马斯佩罗首次出版了法语版《读〈资本论〉》。1968年，该版本的删节本问世，同时出版了意大利文的删节译本。本·布鲁斯特（Ben Brewster）的英文删节译本于1970年由新左翼图书出版。本·布鲁斯特和大卫·芬巴赫（David Fernbach）的完整英文译本于2015年由维索图书出版。
李其庆和冯文光的中译删节本第一版由中央编译出版社于2008年出版，第二版于2017年出版。最后，李其庆、冯文光、刘冰菁、刘文玲合译的完整中文译本于2024年5月出版。

## 反响
与阿尔都塞的《保卫马克思》一样，《读〈资本论〉》引起了法国知识分子和一大批国际读者的高度关注。这两本书英译本的出现，甚至影响了整个20世纪70年代英语世界马克思主义思想的发展。
哲学家罗杰·斯克鲁顿批评阿尔都塞错误地宣称《资本论》被资产阶级经济学家所忽视，而无视后者对于劳动价值理论的批判。他还批评马克思的著作被阿尔都塞看作是无可辩驳的，并将《读〈资本论〉》描述为一本自命不凡和晦涩难懂的书。
马克思主义经济学家哈里·克里弗写道，在马克思主义者于上世纪60至70年代对《资本论》进行的哲学再解读中，阿尔都塞和他的合著者提供了最具政治影响力的解释之一。然而，他认为这种影响是令人遗憾的，他在《保卫马克思与读〈资本论〉》中写道，阿尔都塞的目的是振兴辩证唯物主义，而使其“作为一种意识形态来调解法国共产党广受质疑的政治实践。”他指责阿尔都塞忽视了工人阶级的斗争而支持抽象的“历史科学”，这是阿尔都塞本人也承认的一点：《读〈资本论〉》一书的确在很大程度上忽视了阶级斗争。
威廉·S·刘易斯（William S. Lewis）将《读〈资本论〉》描述为阿尔都塞自1953年起开始重读马克思的最高成就，他认为这是本理论层面高度复杂的著作。然而他还表示，这部作品的阅读难度恰好支撑起了对于阿尔都塞的指责，即阿尔都塞渴望成为一名“列宁式先锋主义者”，希望“由一小批精于理论的干部来领导革命”。他还赞同历史学家埃里克·霍布斯鲍姆的观点，即《读〈资本论〉》一书表明阿尔都塞是一个“极端地选择性阅读马克思的读者”
经济学家阿兰·利皮耶茨进一步指出，《读〈资本论〉》一书有助于将法国马克思主义从斯大林时期继承下来的过度简化的理论、决定论和斯大林主义原理中解脱出来，同时也模糊和删减了马克思分析商品与货币关系的《资本论》第一章。